# Barholme
Barholme är öar i Danmark. De ligger i Region Själland, i den sydöstra delen av landet. De ligger i Guldborg Sund. Det finns nästan ingen växtlighet.